# Gulf Shores
Gulf Shores – miasto portowe w Stanach Zjednoczonych, w stanie Alabama, w hrabstwie Baldwin. Według danych na rok 2020 miejscowość zamieszkiwało 15 014 osób, a gęstość zaludnienia wyniosła 174,56 os./km².

## Geografia
Gulf Shores ma łączną powierzchnię 86,01 km², w tym 73,46 km² stanowi ląd, a 12,55 km² stanowią wody. Miasto jest położone 2 m n.p.m..

### Klimat
Średnia temperatura w dzień wynosi +24 °C. Najcieplejszym miesiącem jest lipiec i sierpień (+32 °C), a najzimniejszym miesiącem jest styczeń (+15 °C). Średnie opady wynoszą 1546 mm rocznie. Najbardziej wilgotnym miesiącem jest sierpień (183 mm opadów), a najbardziej suchym miesiącem jest październik (98 mm opadów).
| Miesiąc                              | Sty | Lut | Mar | Kwi | Maj | Cze | Lip | Sie | Wrz | Paź | Lis | Gru | Roczna |
| ------------------------------------ | --- | --- | --- | --- | --- | --- | --- | --- | --- | --- | --- | --- | ------ |
| Rekordy maksymalnej temperatury [°C] | 27  | 25  | 27  | 31  | 35  | 36  | 38  | 37  | 36  | 34  | 29  | 29  | 38     |
| Średnie temperatury w dzień [°C]     | 15  | 17  | 19  | 23  | 28  | 31  | 32  | 32  | 30  | 26  | 21  | 17  | 24     |
| Średnie temperatury w nocy [°C]      | 7   | 9   | 13  | 17  | 22  | 24  | 26  | 26  | 24  | 19  | 13  | 9   | 17     |
| Rekordy minimalnej temperatury [°C]  | -13 | -7  | -5  | -1  | 10  | 13  | 18  | 18  | 11  | 3   | -4  | -12 | −13    |
| Opady [mm]                           | 134 | 139 | 135 | 108 | 112 | 131 | 158 | 183 | 137 | 98  | 105 | 124 | 1564   |
| Źródło: NOAA                         |     |     |     |     |     |     |     |     |     |     |     |     |        |

## Demografia

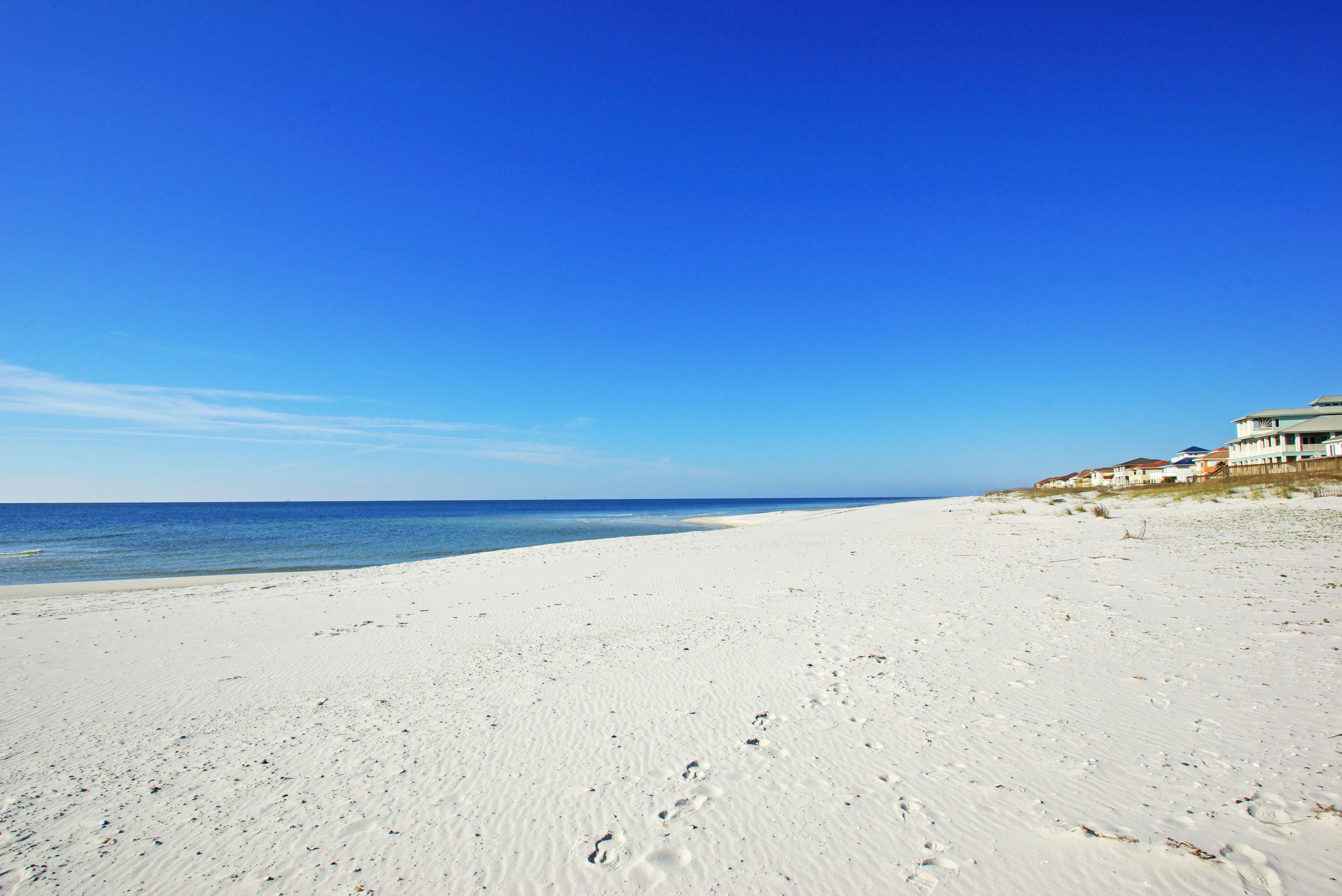
Plaża w Gulf Shores

### Spis powszechny z 2010 roku
W 2010 roku Gulf Shores zamieszkiwało 9741 osób, a gęstość zaludnienia wyniosła 105,9 os./km². Miasto liczyło wówczas 6810 gospodarstw domowych, w których mieszkało 3923 rodziny. Większość mieszkańców (97,5%) stanowili biali, natomiast 0,2% mieszkańców stanowili przedstawiciele rasy czarnej. Pozostałe 2,3% mieszkańców stanowili Azjaci (0,3%), Latynosi (1,2%), przedstawiciele rdzennej ludności (0,4%) oraz 0,4% pozostałe rasy człowieka.

### Spis powszechny z 2020 roku
Według danych na rok 2020 Gulf Shores liczyło 13 682 gospodarstwa domowe, w których mieszkało 7026 rodzin. Większość mieszkańców (87%) stanowili biali, natomiast 2% mieszkańców stanowili przedstawiciele rasy czarnej. Pozostałe 11% mieszkańców stanowili Azjaci (1%), Latynosi (4,1%), przedstawiciele rdzennej ludności (0,4%) oraz 5,5% pozostałe rasy człowieka. Średni wiek wszystkich mieszkańców wynosi 50 lat, natomiast 23,4% wszystkich mieszkańców (3513 osób) stanowią osoby powyżej 65 roku życia.

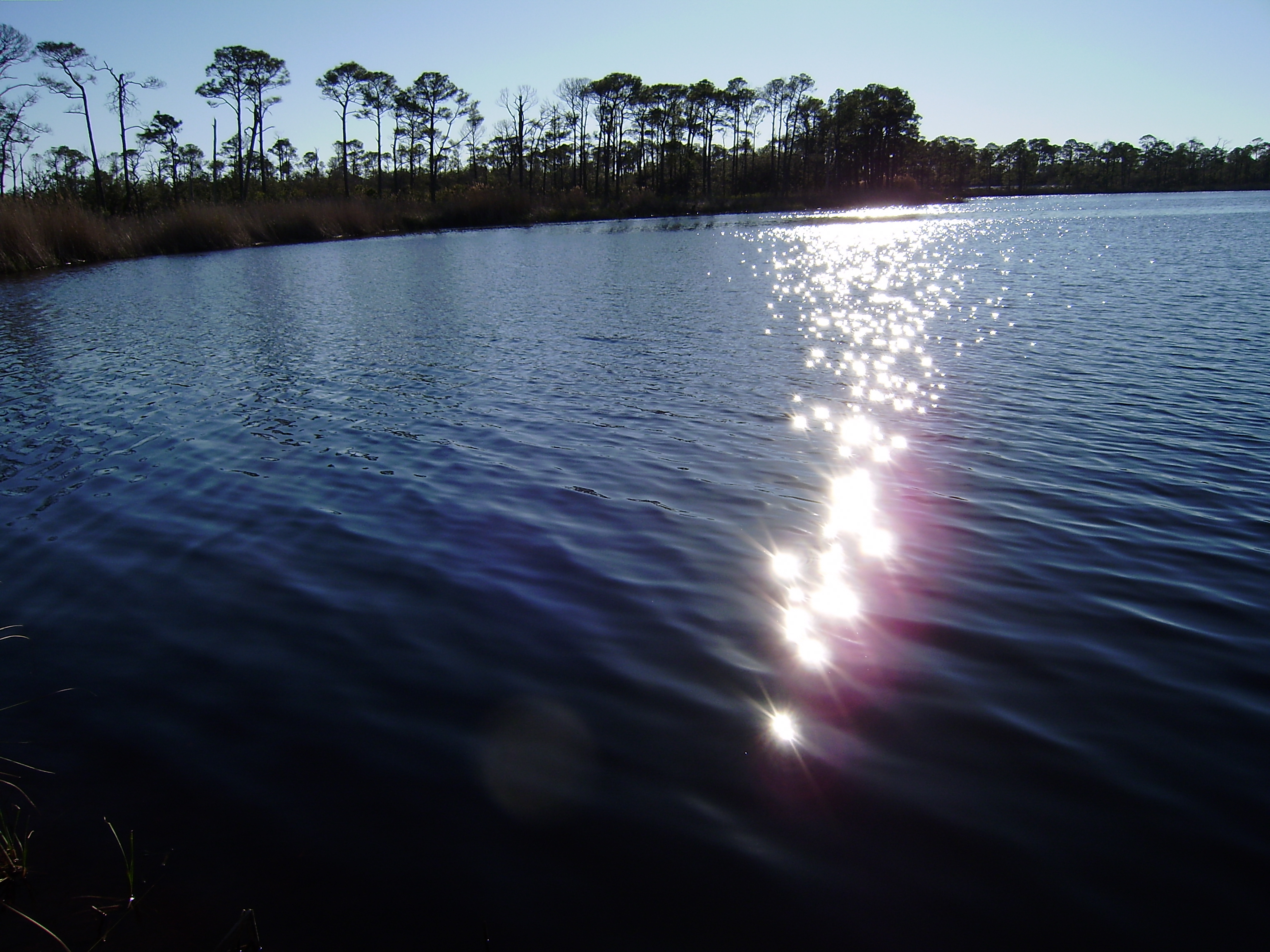
Zdjęcie wód Zatoki Meksykańskiej w Gulf Shores

Historyczna populacja:
| Rok        | 1960 | 1970    | 1980   | 1990    | 2000   | 2010   | 2020   |
| ---------- | ---- | ------- | ------ | ------- | ------ | ------ | ------ |
| Ludność    | 356  | 909     | 1349   | 3261    | 5044   | 9741   | 15 014 |
| Zmiana w % |      | +155,3% | +48,4% | +141,7% | +54,7% | +93,1% | +54,1% |

## Transport
W Gulf Shores znajduje się lotnisko Gulf Shores.